# Arrondissement d'Aubusson
L’arrondissement d'Aubusson est une division administrative française, située dans le département de la Creuse et la région Nouvelle-Aquitaine.

## Composition

### Découpage cantonal antérieur à 2015
- canton d'Aubusson
- canton d'Auzances
- canton de Bellegarde-en-Marche
- canton de Chambon-sur-Voueize
- canton de Chénérailles
- canton de la Courtine
- canton de Crocq
- canton d'Évaux-les-Bains
- canton de Felletin
- canton de Gentioux-Pigerolles
- canton de Royère-de-Vassivière
- canton de Saint-Sulpice-les-Champs

### Découpage cantonal de 2015 à 2017
Contrairement à l'ancien découpage où chaque canton était inclus à l'intérieur d'un seul arrondissement, le nouveau découpage territorial s'affranchit des limites des arrondissements. Certains cantons peuvent être composés de communes appartenant à des arrondissements différents. Dans le département de la Creuse, c'est le cas de trois cantons (Ahun, Bourganeuf, Gouzon).
Le tableau suivant présente la répartition par arrondissement :
| N° | Canton          | Aubusson | Guéret              |
| -- | --------------- | -------- | ------------------- |
| 1  | Ahun            | 10       | 17                  |
| 2  | Aubusson        | 21       |                     |
| 3  | Auzances        | 35       |                     |
| 4  | Bonnat          |          | 18                  |
| 5  | Bourganeuf      | 4        | 13                  |
| 6  | Boussac         |          | 17                  |
| 7  | Dun-le-Palestel |          | 17                  |
| 8  | Évaux-les-Bains | 17       |                     |
| 9  | Felletin        | 19       |                     |
| 10 | Gouzon          | 12       | 14                  |
| 11 | Le Grand-Bourg  |          | 17                  |
| 12 | Guéret-1        |          | 4 + fraction Guéret |
| 13 | Guéret-2        |          | 6 + fraction Guéret |
| 14 | Saint-Vaury     |          | 11                  |
| 15 | La Souterraine  |          | 7                   |
|    | 260             | 118      | 142                 |

### Découpage communal depuis 2015
Depuis 2015, le nombre de communes des arrondissements varie chaque année soit du fait du redécoupage cantonal de 2014 qui a conduit à l'ajustement de périmètres de certains arrondissements, soit à la suite de la création de communes nouvelles. Le nombre de communes de l'arrondissement d'Aubusson reste quant à lui inchangé jusqu'en 2017 et égal à 118.
Le 1er juillet 2017, l'arrondissement est redessiné pour s'ajuster aux périmètres des intercommunalités et dans un souci de rééquilibrage. Il regroupe alors 129 communes.
Au 1er janvier 2024, l'arrondissement groupe les 129 communes suivantes :
1. Alleyrat
2. Arfeuille-Châtain
3. Aubusson
4. Auge
5. Auzances
6. Basville
7. Beissat
8. Bellegarde-en-Marche
9. Bétête
10. Blaudeix
11. Blessac
12. Bord-Saint-Georges
13. Bosroger
14. Boussac
15. Boussac-Bourg
16. Brousse
17. Budelière
18. Bussière-Nouvelle
19. Bussière-Saint-Georges
20. La Celle-sous-Gouzon
21. Chambonchard
22. Chambon-sur-Voueize
23. Champagnat
24. Chard
25. Charron
26. Châtelard
27. Le Chauchet
28. La Chaussade
29. Chénérailles
30. Clairavaux
31. Clugnat
32. Le Compas
33. La Courtine
34. Cressat
35. Crocq
36. Croze
37. Domeyrot
38. Dontreix
39. Évaux-les-Bains
40. Faux-la-Montagne
41. Felletin
42. Féniers
43. Flayat
44. Fontanières
45. Gentioux-Pigerolles
46. Gioux
47. Gouzon
48. Issoudun-Létrieix
49. Jarnages
50. Ladapeyre
51. Lavaufranche
52. Lavaveix-les-Mines
53. Lépaud
54. Leyrat
55. Lioux-les-Monges
56. Lupersat
57. Lussat
58. Magnat-l'Étrange
59. Mainsat
60. Malleret
61. Malleret-Boussac
62. Les Mars
63. Le Mas-d'Artige
64. Mautes
65. La Mazière-aux-Bons-Hommes
66. Mérinchal
67. Moutier-Rozeille
68. Néoux
69. La Nouaille
70. Nouhant
71. Nouzerines
72. Parsac-Rimondeix
73. Peyrat-la-Nonière
74. Pierrefitte
75. Pionnat
76. Pontcharraud
77. Poussanges
78. Puy-Malsignat
79. Reterre
80. Rougnat
81. Saint-Agnant-près-Crocq
82. Saint-Alpinien
83. Saint-Amand
84. Saint-Avit-de-Tardes
85. Saint-Bard
86. Saint-Chabrais
87. Saint-Dizier-la-Tour
88. Saint-Domet
89. Sainte-Feyre-la-Montagne
90. Saint-Frion
91. Saint-Georges-Nigremont
92. Saint-Julien-la-Genête
93. Saint-Julien-le-Châtel
94. Saint-Loup
95. Saint-Maixant
96. Saint-Marc-à-Frongier
97. Saint-Marc-à-Loubaud
98. Saint-Marien
99. Saint-Martial-le-Vieux
100. Saint-Maurice-près-Crocq
101. Saint-Médard-la-Rochette
102. Saint-Merd-la-Breuille
103. Saint-Oradoux-de-Chirouze
104. Saint-Oradoux-près-Crocq
105. Saint-Pardoux-d'Arnet
106. Saint-Pardoux-le-Neuf
107. Saint-Pardoux-les-Cards
108. Saint-Pierre-le-Bost
109. Saint-Priest
110. Saint-Quentin-la-Chabanne
111. Saint-Silvain-Bas-le-Roc
112. Saint-Silvain-Bellegarde
113. Saint-Silvain-sous-Toulx
114. Saint-Sulpice-les-Champs
115. Saint-Yrieix-la-Montagne
116. Sannat
117. Sermur
118. La Serre-Bussière-Vieille
119. Soumans
120. Tardes
121. Toulx-Sainte-Croix
122. Trois-Fonds
123. Vallière
124. Verneiges
125. Viersat
126. Vigeville
127. La Villedieu
128. La Villeneuve
129. La Villetelle

## Démographie
En 2022, l'arrondissement comptait 42 999 habitants.
| 1968   | 1975   | 1982   | 1990   | 1999   | 2006   | 2011   | 2016   | 2021   |
| ------ | ------ | ------ | ------ | ------ | ------ | ------ | ------ | ------ |
| 54 411 | 49 826 | 46 402 | 43 078 | 39 993 | 38 953 | 37 827 | 44 680 | 43 116 |

| 2022   | - | - | - | - | - | - | - | - |
| ------ | - | - | - | - | - | - | - | - |
| 42 999 | - | - | - | - | - | - | - | - |

## Administration
Sous-préfets
- Théophile Coupier, sous-préfet d’Aubusson le 17 septembre 1851[5]
- Ernest Javal : sous-préfet d’Aubusson le 30 décembre 1878[6]
- Nicolas Desforges, devenu commissaire adjoint de la République en août 1986 :